# Эмилии Лепиды
Ле́пиды (лат. Lepidi — букв. «красивые») — римский когномен, наиболее многочисленная ветвь Эмилиев.

## Наиболее известные представители
- Марк Эмилий Лепид — консул 187 года до н.э., великий понтифик и цензор;
- Марк Эмилий Лепид (ок. 120 − 77 до н. э.) — консул 78 г.;
- Марк Эмилий Лепид (ок. 90 — 13 до н. э.) — триумвир, великий понтифик;
- Марк Эмилий Лепид (ум. после 24) — консул 6 г., сенатор;
- Марк Эмилий Лепид (6 — 39) — сын предыдущего, муж сестры Калигулы, Друзиллы, казнён Августом по подозрению в заговоре;
- Маний Эмилий Лепид — прокуратор Азии с 21 г.;
- Эмилия Лепида (4/3 до н. э. — 53) — сестра Марка Лепида Младшего;
- Эмилия Лепида Секунда (ум. ок. 20) — дочь Лепида Младшего;
- Эмилия Лепида Терция (ум. ок. 36) — дочь Марка Лепида, консула 6 г., по обвинению в прелюбодеянии с рабом совершила самоубийство;
- Эмилия Лепида Кварта — дочь Мания Лепида, жена Гальбы;
- Юния Лепида (ум. после 66) — жена Гая Кассия Лонгина, предположительно казнена Нероном по обвинению в чародействе и инцестуальной связи с племянником Л. Юнием Силаном Торкватом.